# William Hunter McCrea
William Hunter McCrea (Dublino, 13 dicembre 1904 – Lewes, 25 aprile 1999) è stato un astronomo britannico, che ha determinato la composizione del Sole e sviluppato il modello della teoria protoplanetaria per la formazione planetaria.

## Biografia
Nato a Dublino, si trasferi da bambino nel Kent e quindi nel Derbyshire. Studiò matematica al Trinity College dove nel 1929 ottenne un PhD. Dopo il conseguimento del titolo si trasferì all'Università di Edimburgo e poi all'Imperial College di Londra. Nel 1936 divenne direttore del dipartimento di Matematica della Queen's University di Belfast. Dopo aver prestato servizio militare durante la II guerra mondiale, si trasferì al dipartimento del Royal Holloway College nel 1944. Nel 1965, McCrea creò il centro di Astronomia del dipartimento di Fisica all'Università del Sussex.
I suoi primi lavori si concentrarono sui meccanismi di equilibrio della cromosfera solare, dove grazie all'uso delle leggi di equilibrio termico e statico dimostrò che l'idrogeno fosse almeno 100.000 volte più abbondante del calcio, dimostrando così la bontà delle teorie avanzate qualche anno prima da Cecilia Payne e Albrecht Unsöld in contrapposizione alla teoria di Edward Milne.
A partire dal dopoguerra studiò, attraverso modelli matematici sempre più complessi, ipotesi sempre più raffinate per la formazione delle stelle e dei pianeti.

## Onorificenze
- Medaglia d'Oro della Royal Astronomical Society (1976)

## Pubblicazioni
- Bibliografia integrale, su dx.doi.org.
- William McCrea, The hydrogen chromosphere, in Mon. Not. R. Astron. Soc., n. 89, 1929,  pp. 483–497.
- William McCrea, The formation of Population I stars. Part I. Gravitational contraction, in Mon. Not. R. Astron. Soc., n. 117, 1957,  pp. 562–578.
- William McCrea, The formation of Population I stars. Part II. The formation of molecular hydrogen in interstellar matter, in Mon. Not. R. Astron. Soc., n. 121, 1960,  pp. 238–251.